# Agilulf den vise
Agilulf den vise is een toneelstuk in vier aktes van Hans E. Kinck uit 1906. 

## Toneelstuk
Het toneelstuk ging 7 april 1910 in première in het Nationaltheatret Oslo. De regie werd destijds verzorgd door Halfdan Christensen. Het toneelstuk handelt over koning Agilulf van de Longobarden en zijn vrouw Theodelinde, weduwe van Agilulfs voorganger Authari.  

## Muziek
De eerste uitvoeringen in Oslo werden begeleid door muziek van/door Johan Halvorsen. Voor de muzikale omlijstingen gebruikte Halvorsen muziek van Giovanni Bellini, Georg Friedrich Händel, Pjotr Iljitsj Tsjaikovski (Hamlet) en Jean Sibelius  (Koning Christian II-suite). Zelf schreef Halvorsen ook nog wat muziek, er zijn alleen wat manuscripten van over.
Eivind Groven schreef later Drie monologen uit Agilulf den vise, voor zangstem en piano. De drie monologen bestaan uit Høstsangen, Balladen om Toscanaland (1926) en Beppos sang (1939).